# 利策尔斯多夫
利策尔斯多夫是奥地利布尔根兰州上瓦特县的一个市镇。总面积13.88平方公里，总人口1150人，人口密度82.9人/平方公里（2001年）。